# 黄沙街站
黄沙街站原为京广线上的铁路车站，位于湖南省岳阳县黄沙街镇，建于1918年，原为四等站，邮政编码为414127。
因为火车提速，该站已于2008年下半年撤销，侧线和月台已拆除，只保留了上下行正线，对外不办理任何业务，列车在此一律通过不停靠。